# Revólver FAMAE
O FAMAE FT-2000 é um revólver de ação dupla (DA), em .38 Special, de estrutura sólida, produzido no Chile. Uma variante ligeiramente menor foi produzida em .32 Long Colt.